# 김미 셀터 (영화)
김미 셀터(Gimme Shelter)는 미국에서 제작된 샬롯 즈웨린 감독의 1970년 다큐멘터리 영화이다. 믹 재거 등이 주연으로 출연하였다.

## 줄거리
1969년 12월 6일, 우드스톡 페스티벌 4개월 후, 롤링 스톤즈는 오클랜드 근처 북부 캘리포니아에서 무료 콘서트를 열었다. 약 30만 명의 사람들이 참석했고, 주최측은 헬스 엔젤스가 보안을 위해 무대를 지키도록 했다. 당구대와 칼로 무장한 엔젤스는 콘서트 내내 자신들이 말썽꾸러기라고 여긴 관중들(그리고 스톤스가 도착하기 전에 다른 그룹들과 함께 있었던 제퍼슨 에어플레인 멤버 중 한 명도 포함)을 때려눕혔고, 그 중 한 명을 죽였다. 관객에게 총을 쏘아 많은 사람이 다쳤다. 이 영화는 연기, 폭력, 그레이스 슬릭과 믹 재거가 싸움을 진정시키려는 시도, 그리고 어린 관객들의 클로즈업(춤추는 모습, 약물에 취한 모습, 엔젤스의 주먹에 맞는 모습)이 빠른 속도로 이어진다.

## 출연

### 주연
- 믹 재거
- 키스 리차드
- 믹 테일러
- 찰리 왓츠
- 빌 와이먼

### 조연
- 마티 바린
- 데이비드 크로스비
- 폴 캔트너
- 마이클 랭
- 그레이엄 내쉬
- 그레이스 슬릭
- 이안 스튜어트
- 티나 터너
- 밥 위어